# Saut en longueur féminin aux Jeux olympiques d'été de 2008
Pour un article plus général, voir Athlétisme aux Jeux olympiques d'été de 2008.
Navigation
Athènes 2004 Londres 2012
Le concours du saut en longueur féminin aux Jeux olympiques de 2008 a eu lieu le 19 août pour les qualifications, et la finale le 22 août, dans le Stade national de Pékin.
Les limites de qualifications étaient de 6,72 m pour la limite A et de 6,60 m pour la limite B.
La Russe Tatyana Lebedeva, initialement deuxième de l'épreuve, est déchue de sa médaille en 2017. En conséquence, la Nigériane Blessing Okagbare récupère la médaille d'argent et la Jamaïcaine Chelsea Hammond la médaille de bronze.

## Records
Avant cette compétition, les records dans cette discipline étaient les suivants :
| Record du monde  | 7,52 m | Galina Chistyakova   | Union soviétique | 11 juin 1988      | Léningrad |
| Record olympique | 7,40 m | Jackie Joyner-Kersee | États-Unis       | 29 septembre 1988 | Séoul     |

## Médaillées
| Or                 | Argent            | Bronze          |
| Maurren Higa Maggi | Blessing Okagbare | Chelsea Hammond |

## Résultats

### Finale (22 août)
| Rang               | Pays            | Athlète            | Marque | Essais | Essais | Essais | Essais | Essais | Essais | Notes |
| Rang               | Pays            | Athlète            | Marque | 1      | 2      | 3      | 4      | 5      | 6      | Notes |
| ------------------ | --------------- | ------------------ | ------ | ------ | ------ | ------ | ------ | ------ | ------ | ----- |
| Médaille d'or      | Brésil          | Maurren Higa Maggi | 7,04 m | 7,04   | x      | x      | x      | 6,73   |        | SB    |
| Médaille d'argent  | Nigeria         | Blessing Okagbare  | 6,91 m | 6,91   | 6,662  | 6,79   | 6,70   | 6,83   | x      | PB    |
| Médaille de bronze | Jamaïque        | Chelsea Hammond    | 6,79 m | 6,79   | 6,68   | 6,51   | x      | 6,64   | 6,59   | PB    |
| 4                  | États-Unis      | Brittney Reese     | 6,76 m | 6,65   | 6,76   | 4,23   | x      | 6,46   | 6,67   |       |
| 5                  | Russie          | Oksana Udmurtova   | 6,70 m | 6,69   | 6,70   | 6,67   | 6,61   | 6,65   | 6,49   |       |
| 6                  | Grande-Bretagne | Jade Johnson       | 6,64 m | 6,51   | 6,64   | 6,40   | 6,59   | 6,43   | x      |       |
| 7                  | États-Unis      | Grace Upshaw       | 6,58 m | 6,58   | x      | 6,52   | x      | x      | x      |       |
| 8                  | Suède           | Carolina Klüft     | 6,49 m | x      | 6,49   | 6,42   |        |        |        |       |
| 9                  | Canada          | Tabia Charles      | 6,47 m | 6,16   | 6,38   | 6,47   |        |        |        |       |
| 10                 | Brésil          | Keila Costa        | 6,43 m | x      | x      | 6,43   |        |        |        |       |
| 11                 | États-Unis      | Funmi Jimoh        | 6,29 m | 6,24   | x      | 6,29   |        |        |        |       |
| -                  | Russie          | Tatyana Lebedeva   |        | 6,97   | x      | x      | x      | x      | 7,03   | DQ    |

### Qualifications (19 août)
41 sauteurs étaient inscrits à ce concours, deux groupes de qualifications ont été formés. La limite de qualifications était fixée à 6,75 m ou au minimum les 12 meilleurs sauts.
| Rang | Pays                | Athlète               | Distance      | Essais | Essais | Essais |
| ---- | ------------------- | --------------------- | ------------- | ------ | ------ | ------ |
| 1    | Brésil              | Maurren Higa Maggi    | 6,79 m Q      | 6,68   | 6,79   | -      |
| 2    | Ukraine             | Lyudmila Blonska      | 6,76 m Q (SB) | -      | 6,76   | -      |
| 3    | Suède               | Carolina Klüft        | 6,70 m q      | 6,70   | -      | -      |
| 4    | États-Unis          | Grace Upshaw          | 6,68 m q      | 6,47   | 6,68   | -      |
| 5    | Russie              | Oksana Udmurtova      | 6,63 m q      | 6,48   | -      | 6,63   |
| 6    | Canada              | Tabia Charles         | 6,61 m q      | 6,33   | 6,61   | 6,49   |
| 7    | États-Unis          | Funmi Jimoh           | 6,61 m q      | 6,42   | 6,28   | 6,61   |
| 8    | Jamaïque            | Chelsea Hammond       | 6,60 m q      | 6,60   | -      | -      |
| 9    | Grèce               | Chrysopiyí Devetzí    | 6,57 m        | -      | 6,57   | -      |
| 10   | Cuba                | Yargelis Savigne      | 6,49 m        | -      | -      | 6,49   |
| 11   | Tchéquie            | Denisa Šcerbová       | 6,46 m        | 6,40   | 6,46   | 5,17   |
| 12   | Grenade             | Patricia Sylvester    | 6,44 m        | 6,44   | 6,42   | 6,38   |
| 13   | Ukraine             | Viktoriya Rybalko     | 6,43 m        | -      | -      | 6,43   |
| 14   | Turquie             | Karin Mey Melis       | 6,42 m        | -      | 6,42   | -      |
| 15   | Slovénie            | Nina Kolaric          | 6,40 m        | 4,92   | 6,19   | 6,40   |
| 16   | Portugal            | Naide Gomes           | 6,29 m        | -      | -      | 6,29   |
| 17   | Biélorussie         | Volha Sergeenka       | 6,25 m        | 6,25   | 6,02   | 6,09   |
| 18   | République du Congo | Pamela Mouele-Mboussi | 6,06 m (RN)   | -      | 5,94   | 6,06   |
| 19   | Trinité-et-Tobago   | Rhonda Watkins        | 5,88 m        | -      | 5,88   | -      |
| 20   | Belize              | Tricia Flores         | 5,25 m        | 5,25   | -      | -      |
|      | Slovaquie           | Jana Veldáková        | aucune marque | -      | -      | -      |

| Rang | Pays            | Athlète                    | Distance      | Essais | Essais | Essais |
| ---- | --------------- | -------------------------- | ------------- | ------ | ------ | ------ |
| 1    | États-Unis      | Brittney Reese             | 6,87 m Q      | -      | 6,87   | -      |
| 2    | Russie          | Tatyana Lebedeva           | 6,70 m q      | 6,65   | 6,70   | -      |
| 3    | Brésil          | Keila Costa                | 6,62 m q      | -      | 6,44   | 6,62   |
| 4    | Grande-Bretagne | Jade Johnson               | 6,61 m q      | 6,33   | 6,15   | 6,61   |
| 5    | Nigeria         | Blessing Okagbare          | 6,59 m        | 6,37   | 6,49   | 6,59   |
| 6    | Russie          | Tatyana Kotova             | 6,57 m        | 6,37   | 6,57   | -      |
| 7    | Espagne         | Concepción Montaner        | 6,53 m        | 6,53   | 6,42   | 6,43   |
| 8    | Australie       | Bronwyn Thompson           | 6,53 m        | -      | 6,53   | -      |
| 9    | Biélorussie     | Iryna Charnushenka-Stasiuk | 6,48 m        | 6,48   | -      | -      |
| 10   | Japon           | Kumiko Ikeda               | 6,47 m        | 6,44   | 6,47   | -      |
| 11   | Roumanie        | Viorica Tigau              | 6,44 m        | -      | 6,38   | 6,44   |
| 12   | Canada          | Ruky Abdulai               | 6,41 m        | -      | 6,41   | 6,25   |
| 13   | Estonie         | Ksenija Balta              | 6,38 m        | -      | 6,38   | -      |
| 14   | Corée du Sud    | Soon-ok Jung               | 6,33 m        | -      | -      | 6,33   |
| 15   | Kazakhstan      | Olga Rypakova              | 6,30 m        | -      | 6,30   | 6,04   |
| 16   | Serbie          | Ivana Španović             | 6,30 m        | -      | -      | 6,30   |
| 17   | Ukraine         | Oleksandra Stadnyuk        | 6,19 m        | -      | 6,19   | -      |
| 18   | Philippines     | Marestella Torres          | 6,17 m        | 4,27   | 5,94   | 6,17   |
| 19   | Bermudes        | Arantxa King               | 6,01 m        | 6,01   | -      | -      |
|      | Inde            | Anju Bobby George          | aucune marque | -      | -      | -      |
|      | Bahamas         | Jackie Edwards             | aucune marque | -      | -      | -      |